# Calyptranthes paniculata
Calyptranthes paniculata är en myrtenväxtart som beskrevs av Hipólito Ruiz López och Pav.. Calyptranthes paniculata ingår i släktet Calyptranthes och familjen myrtenväxter. Inga underarter finns listade i Catalogue of Life.